# Hans-Jürgen Duchstein
Hans-Jürgen Duchstein (* 17. April 1949 in Berlin) ist ein deutscher Chemiker, Pharmazeut, Hochschullehrer und Basketballspieler.

## Leben
Duchstein schloss seine Schulbildung mit dem Abitur am Eckener-Gymnasium in Berlin-Mariendorf ab und studierte von 1968 bis 1973 Chemie an der Freien Universität Berlin. Seine Doktorarbeit („(Photo)chemische Untersuchungen an 5-Deazaflavinen“) schrieb er am Institut für Pharmazie der FU Berlin und schloss diese 1977 ab. In einem Zweitstudium erlangte Duchstein 1980 ebenfalls an der FU Berlin einen weiteren Hochschulabschluss im Fach Pharmazie.
Ab 1980 war er an der FU Berlin als Hochschullehrer für Pharmazie tätig, 1990 wurde seine Habilitation zum Thema „Charakterisierung von aktiven Sauerstoffspezies in ausgewählten Modellreaktionen. Beiträge zu Mechanismen biologisch relevanter Oxygenierungsprozesse“ angenommen. 1996 trat Duchstein am Institut für Pharmazie der Universität Hamburg eine Professorenstelle für Pharmazeutische Chemie an, welche er bis zu seinem Eintritt ins Rentenalter 2015 innehatte. 2001 wurde Duchstein Vorsitzender der Hamburger Landesgruppe der Deutschen Pharmazeutischen Gesellschaft. Zu den Schwerpunkten seiner wissenschaftlichen Arbeit gehörten die Themenbereiche Reaktive Stickstoffspezies, Gentoxizität von Stickstoffspezies, Reaktive Sauerstoffspezies und Cytochrom P-450 sowie Nachweisverfahren von Designer-Drogen im Speichel.
Duchstein, ein 1,83 Meter großer Aufbauspieler, spielte Ende der 1960er/Anfang der 1970er Jahre mit den Neuköllner Sportfreunden in der Basketball-Bundesliga. Er war später Basketball-Abteilungsleiter des Vereins. Als Spieler, Trainer und Funktionär (u. a. als Deutschland-Verantwortlicher des Senioren-Basketballweltverbandes FIMBA) blieb der in Basketballkreisen unter dem Spitznamen „Ducki“ bekannte Duchstein seinem Sport auch im Rentenalter verbunden, spielte für die Alten Herren der BG Halstenbek/Pinneberg und nahm auf Bundesebene sowie auf länderübergreifender Ebene an Meisterschaften teil, darunter auch an Weltmeisterschaften. Duchstein wurde als „Pionier des deutschen Seniorenbasketballs“ bezeichnet.